# 1848 az irodalomban
Az 1848. év az irodalomban.

## Események
- Pesten a márciusi ifjak csoportja a cenzúra eltörléséért, a sajtószabadságért küzd; a március 15-ei forradalom egyik eredményeként Marczius Tizenötödike címmel új lapot indítanak, ebben és más orgánumokban (Életképek, Kossuth Hirlapja, Nemzeti Ujság, Köztársasági Lapok, Jövő stb.) fellendül a publicisztikai tevékenység.
- A Budán raboskodó Táncsics Mihályt kiszabadítják börtönéből.
- Eötvös József áprilisban az első magyar minisztérium vallás- és közoktatásügyi minisztere lesz. Szeptemberben azonban lemond és Bécsbe, majd Münchenbe menekül, a forradalmi események megdöbbentik.

## Megjelent új művek

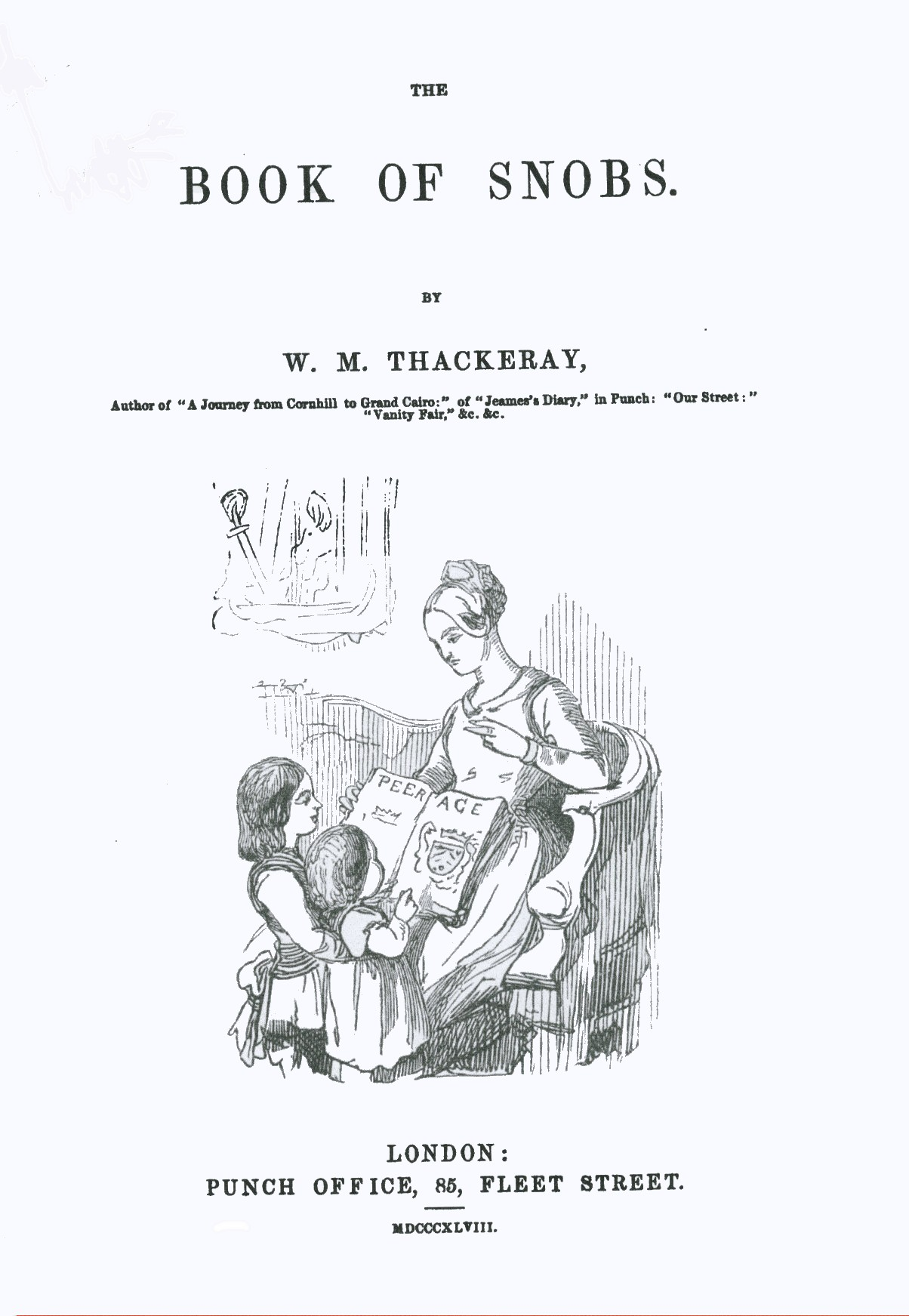
Sznobok könyve (1848)

- Anne Brontë regénye: Wildfell asszonya (The Tenant of Wildfell Hall)
- Charles Dickens: 
  - Dombey és fia (Dombey and Son), könyv alakban is
  - A kísértet-látó ember (The Haunted Man and the Ghost's Bargain)
- Fjodor Mihajlovics Dosztojevszkij kisregénye: Fehér éjszakák (Белые ночи)
- Ifj. Alexandre Dumas legismertebb műve: A kaméliás hölgy (La Dame aux camélias)
- William Makepeace Thackeray:
  - Hiúság vására (Vanity Fair: A Novel without a Hero), könyv alakban: 1848-ban; folytatásokban: 1847–1848-ban
  - Sznobok könyve (The Book of Snobs); a kötetet az előző egy-két évben egy vicclapban megjelent cikkeiből állította össze az író
- Alekszandr Ivanovics Herzen elbeszélése: Tolvaj szarka (Сорока-воровка)

### Költészet
- James Russell Lowell amerikai költő verseskötete: A Fable for Critics
- Juliusz Słowacki lengyel költő poémája: Do autora trzech Psalmów (A három Zsoltár szerzőjéhez)

### Dráma
- Émile Augier: L'Aventurière

### Magyar nyelven

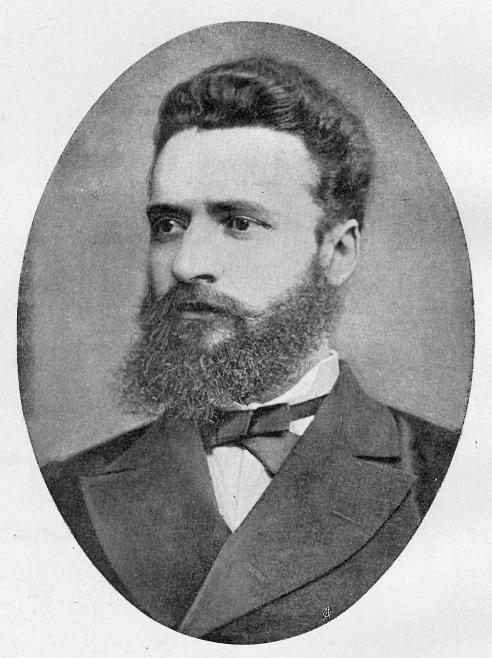
Hriszto Botev

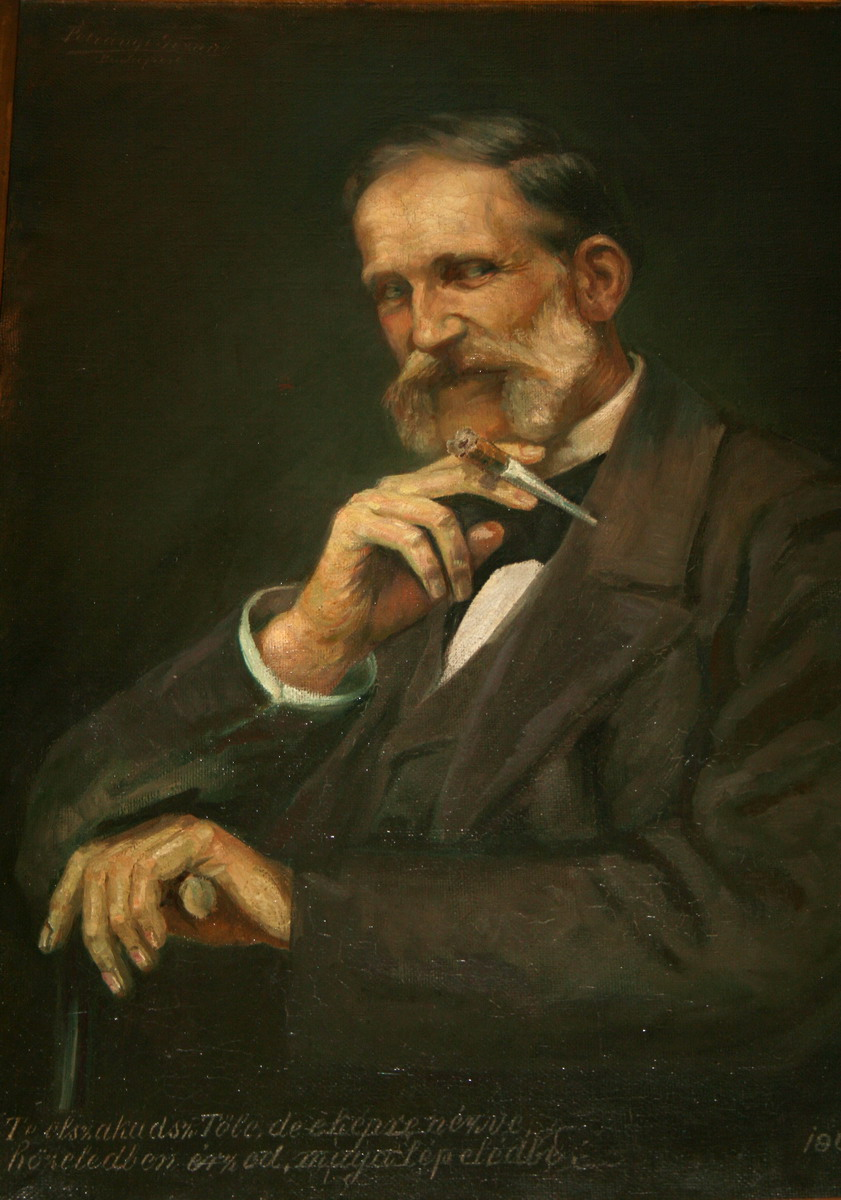
Beöthy Zsolt

- Petőfi Sándor: Bolond Istók, verses elbeszélés
  - Az év folyamán lapokban megjelent versei többek között: Szülőföldemen, Itt benn vagyok a férfikor nyarában, Minek nevezzelek, Csatadal, A királyok ellen, Itt a nyilam, mibe lőjjem?, Forradalom
  - Ebben az évben írja Az apostolt, mely először csak három évvel később, posztumusz jelenik meg.
- Szigligeti Ede: II. Rákóczi Ferenc fogsága (dráma öt felvonásban). Bemutató: pesti Nemzeti Színház, 1848. november 4.[1]

## Születések
- január 6. – Hriszto Botev bolgár költő, forradalmár, a „bolgárok Petőfije” († 1876)
- február 5. – Joris-Karl Huysmans francia regényíró († 1907)
- február 16. – Octave Mirbeau francia műkritikus, pamfletszerző, regény- és drámaíró († 1917)
- szeptember 4. – Beöthy Zsolt irodalomtörténész, esztéta, a hazai konzervatív szellemű irodalomtudomány egyik vezető alakja a századfordulón († 1922)

## Halálozások

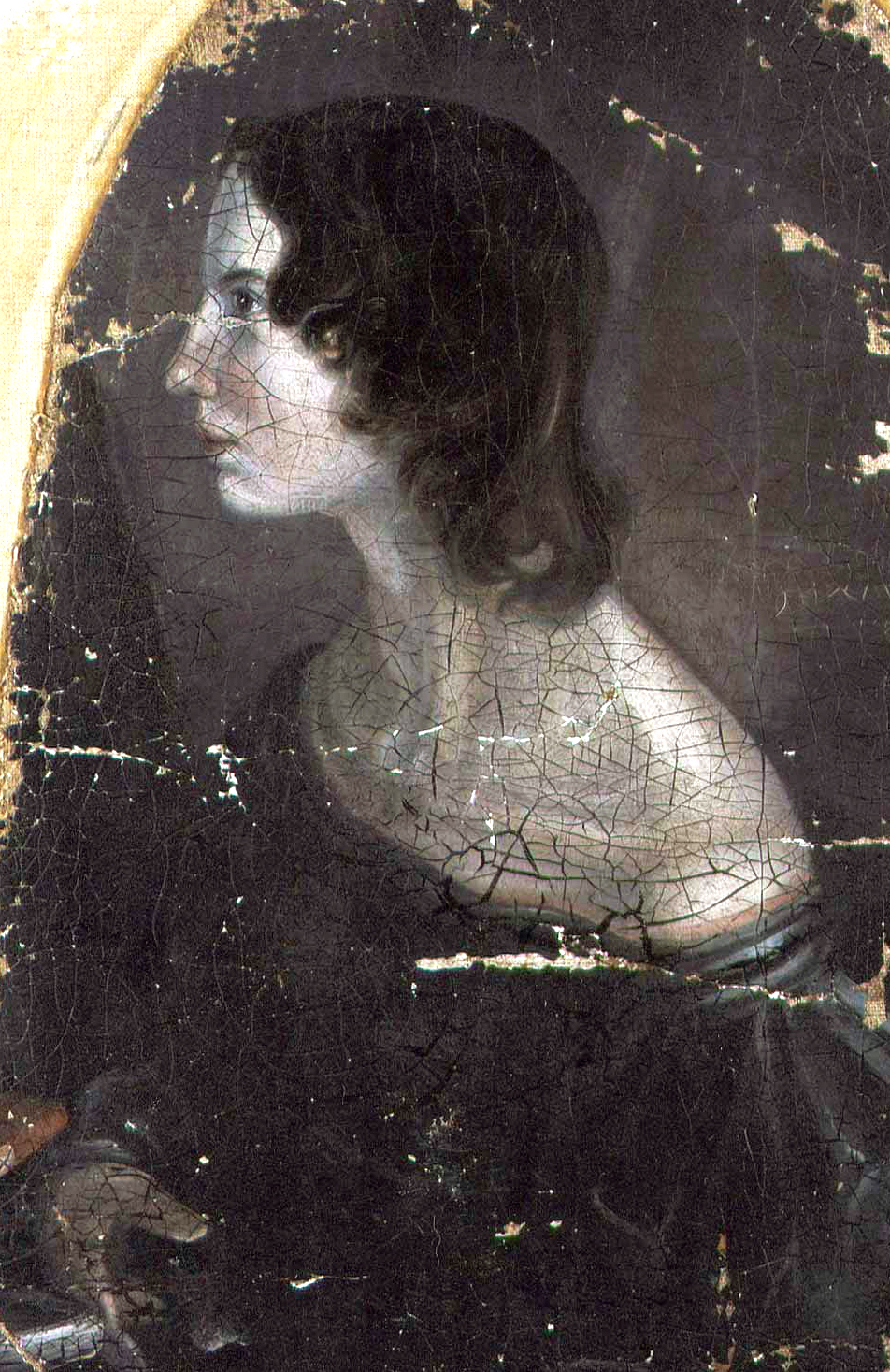
Emily Brontë

- január 7. – Visszarion Grigorjevics Belinszkij orosz irodalomkritikus (* 1811)
- január 11. – Sima Milutinović boszniai szerb költő, író, az újabb szerb irodalom jelentős egyénisége (* 1791)
- március 26. – Steen Steensen Blicher dán költő, író (* 1782)
- május 24. – Annette von Droste-Hülshoff német írónő (* 1797)
- július 4. – François-René de Chateaubriand francia író és politikus, a francia romantika kiemelkedő alakja (* 1768)
- július 10. – Ioan Barac román költő (* 1776)
- december 3. – Jevhen Pavlovics Hrebinka ukrán író (* 1812)
- december 19.– Emily Brontë angol költőnő, regényíró, a Brontë nővérek egyike, az Üvöltő szelek szerzője (* 1818)